# Horor i Stockholm i slutet på 1760-talet
Listan känd under sin titel Horor i Stockholm i slutet på 1760-talet är en historisk förteckning över personer som utpekas som verksamma inom den dåtida prostitutionen i Stockholm.  Det är ett historiskt verk som används som källa för forskning om bland annat Stockholms sexhandel och dess aktörer under 1700-talet, och är en av två listor av samma slag från ungefär samma tidpunkt, vid sidan av Samling af wisor, poesier och artiga anecdoter.

## Beskrivning
Listan ingår i en anonym mapp med lösa blad, av vilka de övriga till stor del består av demografi och genealogi. Dess författare och syfte är okänt och har varit föremål för spekulationer. Det har föreslagits att de är förteckningar från polismyndigheten; listor som cirkulerade inför de under 1700-talet vanliga vandaliseringsräder som då ibland företogs mot "horhus" av allmänheten; privata skälmstycken och smädeslitteratur, så som förekom inom dåtida poesi kring de så kallade "hordikterna"; eller också privata listor avsedda för potentiella kunder. 

## Innehåll
Listan är numrerad med No 43 och omfattar tre blad namn på 165 kvinnor i Stockholm, kategoriserade i olika klasser som »fruar», »madamer», »mademoiseller af bättre sorten» och »mademoiseller af sämre sorten».  I listan ingår också en rubrik med titeln »koplare och koplerskor», som listar kopplare.  De flesta står enbart under efternamn, men några under binamn eller öknamn.  Öknamnen anspelar ofta på nationalitet, så som "Tyska frun", på ett fysiskt kännetecken, eller på en karaktäristisk sexuell tjänst.  Efter några av namnen finns anteckningen »remitterad til spinhus».  Många av namnen kan identifieras som verkliga personer, och en del av dessa förekommer också i verkliga myndighetsarkiv.  

## Namn
Flera av namnen på listan återfinns i De la Gardieska arkivet på gästlistan till den berömda horbalen "Expeditionsbalen" vid Krigskollegium på slottet i april 1768.  Bland dessa fanns »Fru Kesmer ne de Platen», mamsell Appelbom, systrarna Spaatz och mademoiselle Malena, som Spaas, Schytz, Winblad och Richardsson.  
Här finns även Maria Kristina Kiellström, karaktäriserad under »mademoiseller af sämre sorten» med öknamnet »mademoiselle Winblad eller monsieur Petter».  Ungefär samma namn räknas också upp i en skämtsupplik från Riksdagen 1765–1766, där namnen på rad kända kurtisaner ur samtidens Stockholm ber "Mademoiselle Richardsson" (troligen Eleonora Christina Richardsson ) att använda sitt inflytande på över bondeståndets talman Joseph Hanson så att inte icke adliga kvinnor skulle förbjudas bära släp i 1766 års överflödsförordning.  Bland supplikens namn fanns Maria Torstensson, »grefwinna och fältmarkalksinna», Margareta Spaas, Ulrica Schytz, systrarna Petronella och Eva Appelbom, Fru Le Graas, Regina Lund, madam Levin, Halta Venus, Hedvig Lundberg och Korf-Eva (mademoiselle Hedman). Richardsson förekom på samtliga dessa tre dokument. Både von  Plat, Spaas, systrarna Petronella och Eva Appelbom och Maria Torstensson nämns även av Bellman. 
Under rubriken »mademoiseller af bättre sorten», som stod för lyxkurtisaner, stod även fyra kvinnor som kallade sig "fröken" och använde namn med adlig klang som Leyonshiöldt, Liljeschielk och Magdebourg: namnet "Åkerhielm né de Piper" är dock två äkta adliga namn och tros syfta på den annars oidentifierade Ulla Piper Åkerhielm, som tycks ha varit en välkänd kurtisan och om vilken det finns en odaterad begravningsdikt från cirka 1770 av en man vid namn Dietrich som kallar sig hennes make.

## Tillförlitlighet
Listan ska inte betraktas som helt tillförlitlig. Oavsett listans ursprung kan de som finns upptagna på listan vara placerade där vare sig de faktiskt var prostituerade, eller bara var utpekade som sådana, utan att vara det.  Under samtiden cirkulerade ofta listor på kvinnor som spreds till män som var intresserade av att köpa sex, och kvinnor kunde placeras på dessa listor för att de uppfattades som prostituerade enligt rykte, även om detta faktiskt inte var med sanningen överensstämmande.  